# El Argar y La Gerundia
La zona arqueológica de El Argar y La Gerundia comprende dos yacimientos de la provincia de Almería, España, que se sitúan en dos cerros amesetados en la margen izquierda del río Antas separados por una pequeña vaguada, lo que justifica su declaración en una única zona arqueológica.
Desde su descubrimiento y posterior estudio y publicación por los hermanos Siret, los dos yacimientos incluidos en esta zona arqueológica han venido siendo esenciales en la investigación sobre la Prehistoria Reciente de la península ibérica.
El Argar da nombre a una de las culturas más importantes de la Edad del Bronce en Europa. Su definición y sistematización se hizo a partir de las excavaciones llevadas a cabo fundamentalmente en este yacimiento por los citados arqueólogos.
La Gerundia, por su parte, es un asentamiento del Neolítico final con una fase de tránsito hacia el Calcolítico. Esta ubicación cronológica de tránsito al comienzo de la Edad de los Metales, le otorga un enorme interés para el conocimiento de esta fase cultural.

## Descripción de los yacimientos
La zona arqueológica de El Argar y La Gerundia se localiza en el término municipal de Antas, en la margen izquierda del río Antas ocupando dos mesetas de formas irregulares y separadas entre sí por un espacio abancalado para cultivos.
- Denominación: El Argar y La Gerundia.
- Localización:
  - Localidad: Antas
  - Provincia: Almería

### El Argar
El yacimiento de El Argar es uno de los más importantes de la Edad del Bronce. Fue descubierto y excavado en su práctica totalidad por Luis Siret a finales del siglo XIX y publicado en su obra Las Primeras Edades del Metal en el sudeste de España, en 1890, donde se recoge el ingente volumen de materiales proporcionados por este yacimiento, procedente en su mayoría de las estructuras funerarias. 
Éstas se clasifican en tres tipos característicos: 
- fosas rodeadas de muretes de piedra,
- cistas de losas y
- pithos o vasijas.

A pesar de las deficiencias del registro arqueológico se puede esbozar el patrón de vivienda del poblado. Se trata de casas con muro de cabecera longitudinal, separados por tabiques medianeros perpendiculares. Junto a este tipo de habitación de planta rectangular no faltan las de planta irregular e incluso las de tendencia circular. Los muros son en general rectos, construidos con piedras bien escuadradas trabadas entre sí con tierra.

### La Gerundia
La Gerundia, por su parte, también fue excavada por Siret. No se documentaron estructuras ya que el laboreo agrícola ha sido muy intenso y la moderna investigación sobre este yacimiento se ha centrado sobre todo en el análisis de la importante industria lítica presente en toda la secuencia histórica de este yacimiento, que abarca desde el Neolítico al Cobre antiguo.
La proximidad geográfica de los dos yacimientos aconseja la declaración conjunta de ambos dentro de una única zona arqueológica, así como de la vaguada que los separa. Las características físicas de su territorio, producen una delimitación natural de la zona arqueológica de forma especial en su lado oeste, donde el río Antas crea unas paredes verticales de 35 metros de altura y por tanto inexpugnables. Todas estas circunstancias hacen innecesaria establecer un entorno de la zona arqueológica, que se encuentra incluida en su totalidad en el área comprendida en la delimitación.